# Ludomił Rayski

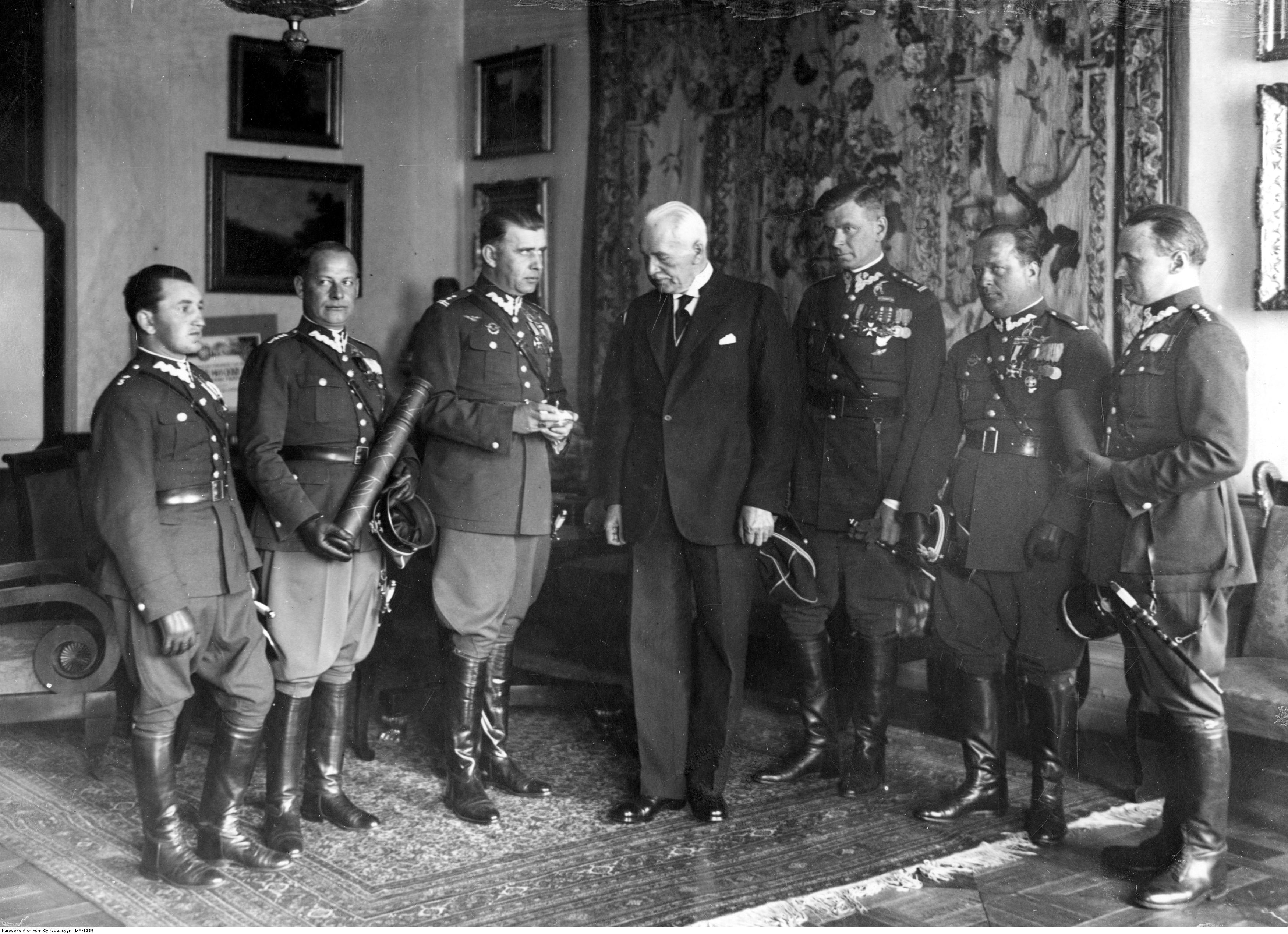
Wręczenie prezydentowi RP Ignacemu Mościckiemu odznaki pułkowej przez delegację 3 Pułku Lotniczego; płk Ludomił Rayski trzeci z prawej; 1933 r.

Ludomił Antoni Korab Rayski (ur. 29 grudnia 1892 w Czasławiu, zm. 11 kwietnia 1977 w Londynie) – generał brygady pilot inżynier Wojska Polskiego, dowódca lotnictwa w latach 1926–1939, kawaler Orderu Virtuti Militari.

## Życiorys

### Młodość i I wojna światowa
Był synem ziemianina wyznania ewangelicko-reformowanego Artura Teodora Rayskiego, powstańca styczniowego, który po powstaniu emigrował do Imperium Osmańskiego, i Józefy z Syroczyńskich. Po ojcu miał osmańskie obywatelstwo. Urodził się w Czasławiu pod Krakowem, gdzie jego ojciec osiadł po opuszczeniu Turcji. Przez sześć lat uczył się w C. K. Szkole Realnej w Krośnie, gdzie w 1909 zdał egzamin dojrzałości. W tym mieście był inspiratorem budowy lotniska. Rozpoczął studia na Politechnice Lwowskiej.
Od 1912 należał do Związku Strzeleckiego „Strzelec”, następnie po wybuchu I wojny światowej służył w Legionach Piłsudskiego. W grudniu 1914 roku został ranny w bitwie pod Łowczówkiem.
Po przystąpieniu Turcji do wojny, został powołany do armii tureckiej, po czym wstąpił do osmańskiego lotnictwa jako obserwator lotniczy. Latał bojowo m.in. podczas walk o Gallipoli. Został ranny w toku służby. Wojnę zakończył w stopniu porucznika. Po zakończeniu działań został zdemobilizowany i 15 stycznia 1919 przedostał się własnym samolotem LVG C.V do Odessy, gdzie wstąpił do 1 Awiacyjnego Oddziału Wojsk Polskich przy 4 Dywizji Strzelców Polskich gen. Żeligowskiego. W czerwcu tego roku został dowódcą tej eskadry i wraz z nią, przez Rumunię, powrócił do Polski.

### Służba w Polsce
Po powrocie do Polski służył w lotnictwie polskim podczas wojny polsko-bolszewickiej, pozostając dowódcą 10 eskadry wywiadowczej, sformowanej z eskadry 4 Dywizji Strzelców. Na krótko w październiku 1919 dowodził 7 eskadrą lotniczą, grupującą ochotników amerykańskich, po czym latał w tej eskadrze jako pilot. Został następnie pierwszym komendantem Wyższej Szkoły Pilotów na poznańskiej Ławicy. Pod koniec kwietnia 1920 objął dowodzenie nowo powstałej 21 eskadry niszczycielskiej – jedynej polskiej jednostki typowo bombowej tego okresu. Od maja 1920 eskadra ta brała udział w ofensywie kijowskiej, a następnie walkach odwrotowych, przy czym Rayski aktywnie latał w niej bojowo do 29 lipca 1920. W sierpniu 1920 został odkomenderowany do Włoch w celu sprowadzenia wzorcowych egzemplarzy nowych samolotów. W drodze powrotnej dokonał (wespół z późniejszym dyrektorem PZL inż. Witoldem Rumbowiczem) udanego przelotu samolotem Ansaldo A-300 z Włoch do Polski, z przekroczeniem łańcucha Alp – był to pierwszy rajd lotniczy w niepodległej Polsce. W październiku, do zakończenia działań bojowych, ponownie dowodził na froncie 21 eskadrą niszczycielską. Według niektórych dokumentów, miał wówczas stopień majora.

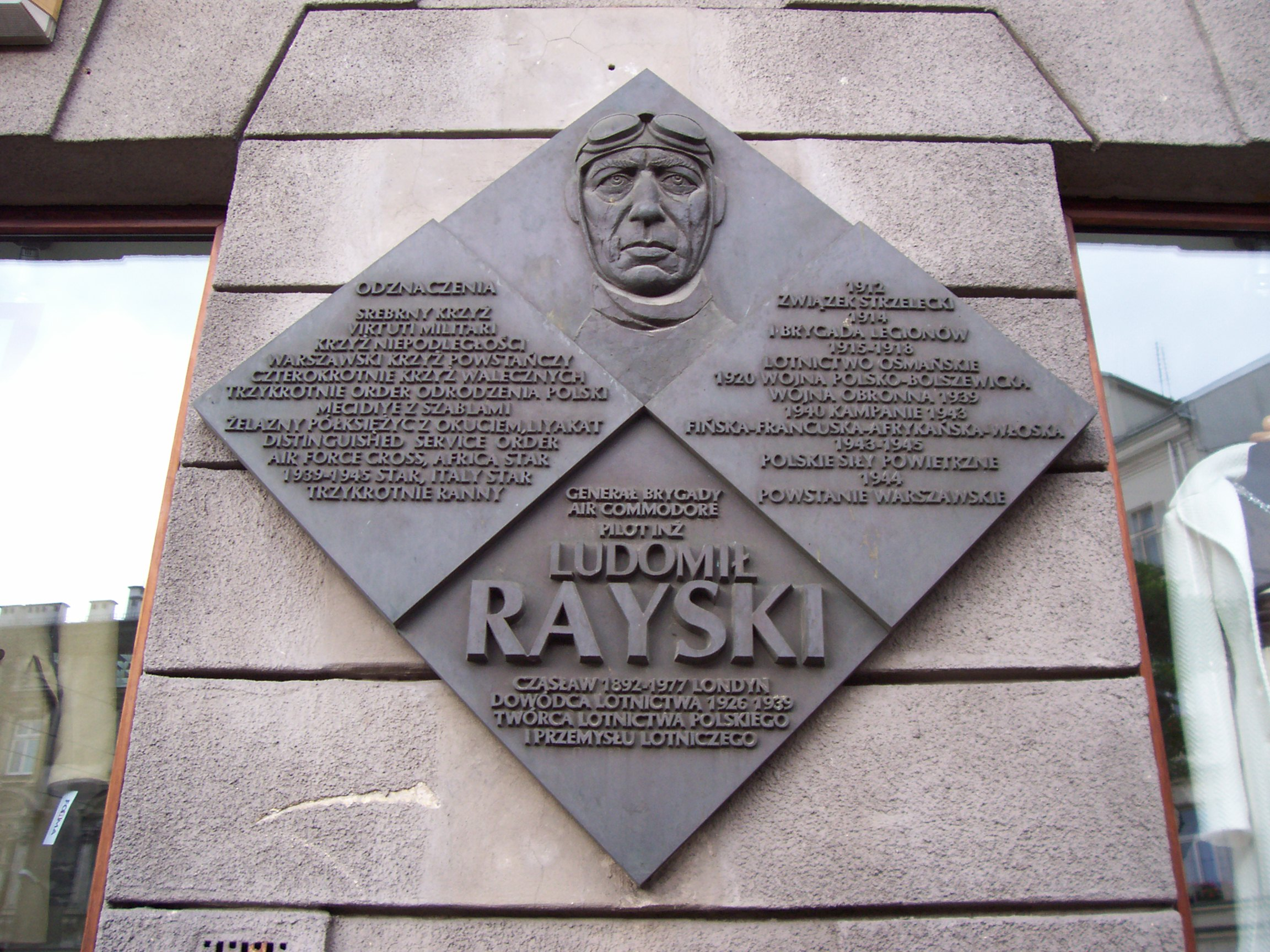
Tablica pamiątkowa na ścianie „Domu Tureckiego” przy ul. Długiej 31 w Krakowie

Po wojnie objął stanowisko komendanta Wyższej Szkoły Pilotów na Ławicy. Od 1921 służył w Departamencie IV Żeglugi Powietrznej Ministerstwa Spraw Wojskowych, potem został zastępcą szefa departamentu gen. François-Lèon Leveque. W r. 1922 ukończył rozpoczęte przed wojną światową studia na Politechnice Lwowskiej i uzyskał dyplom inżyniera dróg i mostów. Od 3 do 10 września 1922 wraz z por. obs. Czesławem Filipowiczem na samolocie Breguet 14A2 brał udział w I Międzynarodowych Zawodach Lotniczych w Zurychu uzyskując wyróżnienie i nagrodę specjalną w okrężnym locie alpejskim – drugi rajd lotniczy w niepodległej Polsce. 1 listopada 1924 przeniesiony został z Departamentu IV MSWojsk. do 1 pułku lotniczego z równoczesnym odkomenderowaniem na roczny Kurs Doszkolenia w Wyższej Szkole Wojennej w Warszawie. 10 października 1925, po ukończeniu kursu i uzyskaniu dyplomu naukowego oficera Sztabu Generalnego przydzielony został do Oddziału IIIa Biura Ścisłej Rady Wojennej. W 1925 roku, na samolocie Breguet 19 dokonał (z mechanikiem, sierż. Leonardem Kubiakiem) rajdu dookoła Morza Śródziemnego – trzeci rajd w niepodległej Polsce. W 1926 roku planował przelot do Tokio.
Po zwolnieniu ze stanowiska, w dniu 18 marca 1926, gen. bryg. pil. Włodzimierza Zagórskiego powierzono mu pełnienie obowiązków szefa Departamentu IV Żeglugi Powietrznej MSWojsk. Związany z sanacją, po przewrocie majowym pozostał na stanowisku, mianowany szefem Departamentu 12 maja 1927 (przemianowanego na Departament Lotnictwa, później Departament Aeronautyki). W styczniu 1934 awansował na generała brygady. 1 sierpnia 1936 objął nowo utworzone stanowisko dowódcy Lotnictwa, podległego Ministrowi Spraw Wojskowych (w torze pokojowym).
Wiedząc o nie najlepszych właściwościach francuskich maszyn (SPAD 51C1, SPAD 61C1, Farman F-68 Goliath), postanowił oprzeć zaopatrzenie w sprzęt na bazie rodzimej produkcji. Dążył do upaństwowienia całego przemysłu lotniczego w Polsce, nawet dobrze zarządzanych wytwórni prywatnych (DWL-RWD).
W II poł. lat 30. niepowodzeniem zakończyły się prace nad samolotem pościgowym PZL-38 Wilk. Głównymi powodami były przekroczenie masy własnej i fiasko rozwoju przeznaczonego do niego silnika PZL „Foka”. Lotnictwo polskie miało sprzęt coraz bardziej ustępujący maszynom potencjalnych wrogów. W marcu 1939 r. zażądał radykalnego wzrostu nakładów na rozwój lotnictwa. Ponieważ uzyskał odmowę, podał się do dymisji, która została przyjęta 19 marca 1939. Jego następcą na stanowisku Dowódcy Lotnictwa został gen. Władysław Kalkus, który wykonywał polecenia Inspektora Obrony Powietrznej gen. Józefa Zająca. Pod nowym dowództwem nastąpił spóźniony zwrot w kierunku budowy nowoczesnego lotnictwa myśliwskiego, częściowo w oparciu o zakupy zagraniczne. Ucierpiało na tym jednak nieco polskie lotnictwo bombowe. Wysłany do Anglii w sprawie zakupów sprzętu dla polskiego lotnictwa wojskowego, Rayski powrócił do kraju na dwa tygodnie przed wybuchem wojny.

### II wojna światowa i dalsze losy
W czasie wojny obronnej Polski w 1939 r. jego prośby o przydział bojowy zostały odrzucone. Ostatecznie otrzymał nadzór nad ewakuacją polskiego złota i 18 września przekroczył granicę Polski. Przez Rumunię przedostał się do Francji, gdzie ponownie bezskutecznie prosił o przydział bojowy. Pozostawał w konflikcie z Wodzem Naczelnym gen. W. Sikorskim. Rozgoryczony, rozpowszechniał wśród lotników napisany przez siebie „Memoriał paryski”. Treść memoriału i odmowa wyjazdu do obozu w Cerizay spowodowały, że gen. Rayski został oddany pod sąd wojenny i skazany na 10 miesięcy więzienia, jednak wyrok nie został wykonany. Zgłosił się jako ochotnik na wojnę sowiecko-fińską, lecz ta się kończyła. Powrócił do Paryża, pod który podchodziły już wojska niemieckie. Chcąc walczyć z Niemcami zaciągnął się najpierw do Legii Cudzoziemskiej. Po upadku Francji odpłynął do Anglii i został umieszczony w obozie Rothesay w Szkocji. W 1941 r. zwolniony po interwencji władz brytyjskich; został przyjęty do Royal Air Force i przydzielony do brytyjskiej jednostki rozprowadzania samolotów.
Po śmierci gen. Sikorskiego przyjęty do Polskich Sił Powietrznych, objął funkcję dowódcy PSP na Bliskim Wschodzie. W lutym 1944 r. rozpoczął się proces rehabilitacji. Miarą zaangażowania w sprawy Polski były jego ochotnicze loty (jako drugi pilot) samolotami 1586 Eskadry Specjalnego Przeznaczenia ze zrzutami dla powstania warszawskiego (pięć lotów) oraz loty bojowe w ramach dywizjonu 318.
Na emigracji pełnił funkcje prezesa Stowarzyszenia Lotników Polskich w Wielkiej Brytanii. Utrzymywał się pracując jako kreślarz
Pełne oczyszczenie od zarzutów nastąpiło 2 kwietnia 1977 r. – 9 dni przed śmiercią.
Po śmierci spopielony, jego prochy pochowano na Cmentarzu South Ealing w Londynie. W maju 1993 prochy gen. Rayskiego sprowadzono do Polski i złożono w katedrze polowej Wojska Polskiego w Warszawie.

### Kwestie rodzinne
Był dwukrotnie żonaty: od 1927 ze Stanisławą Kuszelewską, rozwiedzioną z Ignacym Matuszewskim, a po jej śmierci w r. 1966 z Irlandką Aileen Sheedy. Własnych dzieci nie miał.
Wychowywał pasierbicę Ewę Matuszewską (1919–1944), która jako studentka medycyny (ps. Mewa) służyła w trakcie powstania warszawskiego i została zamordowana przez Niemców 26 września 1944 w trakcie udzielania pomocy rannym.

## Krytyka
W opinii części historyków, przede wszystkim Jerzego Cynka, Rayski był jedną z głównych osób odpowiadających za zły stan sprzętowy i nieprzygotowanie do wojny polskiego lotnictwa wojskowego we wrześniu 1939 roku, przede wszystkim brak nowoczesnego lotnictwa myśliwskiego. Inni historycy (np. Jerzy Pawlak, Edward Malak) oceniają gen. Rayskiego pozytywnie. Zdaniem krytyków, duży negatywny wpływ na to miał jednak system dowodzenia polskimi siłami zbrojnymi i planowania obronnego, wprowadzony po przewrocie majowym przez Piłsudskiego, ponieważ ustanawiał dwie odrębne i niezależne gałęzie: tor pokojowy i tor wojenny. Rayski jako dowódca Lotnictwa, podporządkowany Ministerstwu Spraw Wojskowych, pełnił swoje funkcje jedynie w czasie pokoju, a jego zadania przewidywały jedynie bieżące administrowanie sprawami lotnictwa, podczas gdy studia i planowanie strategiczne leżały w gestii toru wojennego – Generalnego Inspektoratu Sił Zbrojnych (GISZ), którego prace były tajne, a także Sztabu Głównego. Na skutek tego dowódca Lotnictwa w torze pokojowym nie miał wiedzy o przewidywanej na wypadek wojny roli lotnictwa. GISZ wykazywał jednak niewielkie zainteresowanie problematyką lotnictwa i dopiero w 1936 roku utworzono w jego składzie Inspektorat Obrony Powietrznej, którego inspektor miał być dowódcą lotnictwa podczas wojny. Ponieważ GISZ nie opracował kompleksowej doktryny rozwoju lotnictwa wojskowego i jego priorytetów, wydając jedynie ogólne dyrektywy, zatem Rayski miał w dużym stopniu wolną rękę w realizowaniu swojej wizji rozwoju lotnictwa, bez właściwej oceny potrzeb obronności kraju – w ramach posiadanego budżetu. Wizja ta kładła nacisk głównie na ofensywne lotnictwo bombowe oraz mało przydatne lotnictwo towarzyszące (którego domagał się GISZ), nie doceniając jednak potrzeb obrony powietrznej, której najistotniejsze znaczenie potwierdził przebieg kampanii wrześniowej – dyskusyjna teza biorąc pod uwagę, że o liczby eskadr i ich wyposażeniu decydował Sztab Główny.
O ile na początku lat 30. polskie lotnictwo myśliwskie, oparte na konstrukcjach krajowych (rozwijane z inspiracji Rayskiego), było istotnie jednym z najnowocześniejszych na świecie, to w drugiej połowie tej dekady stało się przestarzałe z powodu wprowadzenia na świecie nowej generacji szybkich myśliwców i bombowców, w ramach której w Polsce wprowadzono do służby jedynie bombowiec PZL.37 Łoś. Według planu rozwoju lotnictwa Rayskiego lotnictwo myśliwskie miało posiadać jedynie lekkie myśliwce PZL.39 o słabych osiągach i ciężkie dwusilnikowe myśliwce pościgowe PZL.38 Wilk, nie mając w zanadrzu innej konstrukcji na wypadek niepowodzenia projektu. Lansował koncepcję lekkiego samolotu myśliwskiego (aż 4 projekty – PZL.39, PZL.45, RWD-25, PWS-42), choć poza pewnymi doświadczeniami włoskimi (Isotta) i francuskimi (Caudron CR.714) nikt tego lotnictwa na świecie nie rozwijał. Jednakże projekt PZL.39 w ogóle nie został dopuszczony do realizacji przez Sztab Główny jako nieadekwatny, natomiast program Wilka załamał się z powodu problemów z wyborem napędu (śmierć głównego konstruktora inż. Stanisława Nowkuńskiego w roku 1936 – a był to jedyny brany pod uwagę silnik). W dodatku, mimo że Wilk był reprezentantem modnej w latach 30. na świecie koncepcji ciężkiego myśliwca, to jak potwierdziły doświadczenia wojenne, samoloty tej klasy nie mogły w pełni zastąpić szybkich jednosilnikowych myśliwców, zdolnych do skutecznego zwalczania zarówno bombowców, jak i myśliwców. Takie jednosilnikowe myśliwce były zaś rozwijane na świecie jednocześnie z ciężkimi myśliwcami. Pewnym usprawiedliwieniem tego faktu było to, że Polska nie produkowała odpowiednio mocnych i lekkich silników lotniczych, a niewysilone silniki z licencji firmy Bristol nie pozwalały na dorównanie osiągami adekwatnym konstrukcjom zagranicznym.
Pomimo dużego wkładu Rayskiego dla rozwoju własnego przemysłu lotniczego, polityka oparcia się jedynie na własnych konstrukcjach była kontrowersyjna. Zbyt ambitny program samolotu pasażerskiego PZL.44 Wicher pochłonął jedyny doświadczony zespół konstruktorów myśliwców Wsiewołoda Jakimiuka i to w sytuacji braku realnych szans na eksport tych samolotów za granicę (dyskusyjne tezy na bazie analizy faktów i dokumentów Dowództwa Lotnictwa wykonanej przez prof. E. Malaka). Dopiero w obliczu fiaska projektów PZL.38 i PZL.39 Rayski zlecił projektowanie nowoczesnego myśliwca PZL.50 Jastrząb, który jednak został rozpoczęty zbyt późno i nie mógł przynieść efektu przed wybuchem wojny. Ponadto prototyp miał przeciętne osiągi, na skutek zastosowania zbyt słabego silnika (dyskusyjna teza). Uruchomiona produkcja seryjna PZL.50 została wstrzymana po dymisji Rayskiego na blisko 3 miesiące i ograniczona do 30 sztuk pierwszej serii. Należy dodać, że wersje rozwojowe płatowców polskich myśliwców Puławskiego (PZL P.24) były produkowane jedynie na eksport, gdzie zamawiający dostarczał swoje silniki o zdecydowanie większej mocy niż silniki Bristol stosowane w Polsce. Pomimo oczywistego sprzeciwu Dowództwa Lotnictwa (za dowództwa Rayskiego i jego następcy gen. Kalkusa), Ministerstwo Skarbu i Ministerstwo Spraw Wojskowych, pomiędzy majem a sierpniem 1939, wysłało do Bułgarii 36 spośród zamówionych 42 sztuk PZL-43 (z silnikami dostarczonymi przez Bułgarię), znacznie szybszych od będących na wyposażeniu PZL-23 – chcąc uniknąć kar umownych i rezygnując z tzw. zapasu mobilizacyjnego sprzętu lotniczego.
Był człowiekiem oddanym sprawom lotnictwa, dzielnym, podobno jednak niezwykle pamiętliwym i mściwym, co przysporzyło mu wielu adwersarzy, wytykających przy każdej okazji popełnione błędy.
W 1930 roku mjr pilot Kazimierz Kubala sporządził i rozesłał anonimowo memoriał oskarżający płk. Ludomiła Rayskiego, ówczesnego szefa Departamentu Żeglugi Powietrznej Ministerstwa Spraw Wojskowych, i Józefa Becka, ówczesnego szefa gabinetu Ministra Spraw Wojskowych, o zły stan polskiego lotnictwa i zdradę państwowych interesów oraz korupcję. Po udowodnieniu autorstwa anonimu, w kwietniu 1931 roku został skazany na 7 miesięcy pozbawienia wolności za – jak to uznano – obrazę Rayskiego. Następnie został zdegradowany i wydalony z wojska.

## Awanse
- porucznik – październik 1918
- podpułkownik – 1922 zweryfikowany ze starszeństwem z dniem 1 czerwca 1919
- pułkownik – 1 grudnia 1924 ze starszeństwem z dniem 15 sierpnia 1924 i 3. lokatą w korpusie oficerów aeronautycznych
- generał brygady – ze starszeństwem z dniem 1 stycznia 1934

## Ordery i odznaczenia
- Krzyż Srebrny Orderu Wojskowego Virtuti Militari nr 6913 (10 maja 1922)[16][17][18]
- Krzyż Komandorski z Gwiazdą Orderu Odrodzenia Polski (pośmiertnie, 10 maja 1993)[19]
- Krzyż Komandorski Orderu Odrodzenia Polski (11 listopada 1936)[20][21]
- Krzyż Niepodległości (17 marca 1932)[22]
- Krzyż Oficerski Orderu Odrodzenia Polski (2 maja 1922)[23][24]
- Krzyż Walecznych (czterokrotnie)
- Złoty Krzyż Zasługi (dwukrotnie: 18 stycznia 1926[25], 10 listopada 1928[26])
- Warszawski Krzyż Powstańczy
- Odznaka za Rany i Kontuzje (trzykrotnie)
- Polowa Odznaka Pilota nr 1 (11 listopada 1928)[27]
- Złota Odznaka Honorowa Ligi Obrony Powietrznej i Przeciwgazowej I stopnia[28]
- Krzyż Wielki Orderu Miecza (Szwecja, przed 1935)[29]
- Komandor z Gwiazdą Orderu Krzyża Orła (Estonia, 1932)[30]
- Komandor z Gwiazdą Orderu Zasługi (Węgry, przed 1935)[29]
- Komandor Orderu Legii Honorowej (Francja, 1931)[31]
- Oficer Orderu Legii Honorowej (Francja, 1928)[32]
- Kawaler Orderu Legii Honorowej (Francja)[17]
- Komandor Orderu Trzech Gwiazd (Łotwa, 1930)[33]
- Komandor Orderu Białej Róży (Finlandia, 1931)[34]
- Komandor z Gwiazdą Orderu św. Olafa (Norwegia, 1937)[35]
- Krzyż Wielki Orderu Zasługi Wojskowej (Bułgaria, 1938)[36]
- Order Medżydów z szablami (Imperium Osmańskie, 1922)[37]
- Medal Liakat (Imperium Osmańskie, 1922)[37]
- Medal Wojenny z okuciem (Imperium Osmańskie, 1922)[37]
- Odznaka Pilota (Turcja)[37]
- Komandor Orderu Białego Lwa (Czechosłowacja)[17]
- Krzyż Złoty Orderu Zbawiciela (Grecja)[17]
- Komandor Orderu Korony Rumunii (Rumunia)[17]
- Komandor Orderu Gwiazdy Rumunii (Rumunia, 1929)[38]
- Wielki Oficer Orderu Orła Białego (Królestwo SHS)[39]
- Oficer Orderu Orła Białego (Królestwo SHS)[17]
- Oficer Orderu Oranje-Nassau (Holandia)
- Kawaler Orderu Świętych Maurycego i Łazarza (Włochy)[17]
- Komandor Orderu Wojskowego Aviz (Portugalia, 1932)[40]
- Krzyż Komandorski z Gwiazdą Orderu Korony Jugosłowiańskiej (przed 1935)[29]
- Order Wybitnej Służby (Wielka Brytania)
- Krzyż Sił Powietrznych (Wielka Brytania)
- Gwiazda Afryki (Wielka Brytania)
- Gwiazda za Wojnę 1939–1945 (Wielka Brytania)
- Gwiazda Italii (Wielka Brytania)

## Upamiętnienie
- Patronat imienia generała Ludomiła Rayskiego przyjęto dla zorganizowanego 17 listopada 1981 w Krośnie Klubu Seniorów Lotnictwa przy Aeroklubie Podkarpackim[41].
- Upamiętniony tablicą na Domu Tureckim[1]
- W Dzielnicy XIV Czyżyny jego imieniem nazwano węzeł drogowy na którym zaczyna się ulica Izydora Stella-Sawickiego w Krakowie[42][1]
- Jego imieniem nazwano ulice: na Bemowie[43], w Szczecinie[44].